# Johann Peter Emilius Hartmann
Johann Peter Emilius Hartmann, danski skladatelj in orglar, * 14. maj 1805, København, † 10. marec 1900, København.
Hartmann izhaja iz nemške glasbene družine, ki se je priselila na Dansko. Njegov oče (August Wilhelm Hartmann) in ded sta bila ugledna predstavnika takratnega glasbenega življenja. Hartmann je zaradi nasprotovanja staršev, ki so menili, da glasbeni poklic zanj ni primeren, med letoma 1829 in 1870 deloval kot pravnik na visokem položaju. Hkrati je bil od leta 1824 orglar v Garnizonski cerkvi v Københavnu, na tem mestu je zamenjal svojega očeta. Od leta 1827 je poučeval na konservatoriju Giuseppe Siboni, njegov pravi skladateljski debut je bil opera Krokar (1832). Leta 1836 ustanovil Dansko glasbeno društvo (predsedoval mu je do smrti) in odšel na potovanje v Nemčijo in Francijo, kjer si je želel nabrati glasbenega znanja. Spoznal je slavne skladatelje, kot so Chopin, Rossini, Cherubini in Louis Spohr, slednji je postal njegov mentor. Leta 1843 je kot orglar nasledil Cristopha Weyseja v cerkvi Frue Kirke v Københavnu (tudi to funkcijo je opravljal do smrti). Istega leta je prevzel vodstvo Študentskega pevskega društva, leta 1867 pa je postal eden od treh ravnateljev novoustanovljenega Glasbenega konservatorija v Kopenhagnu. Veljal je za največjo glasbeno avtoriteto v državi.
Hartmann spada med skladatelje romantičnega obdobja, značilnost njegovih del pa je resnobnost, s skandinavsko folkloro prežeta izpovedna temačnost in dramatična vitalnost. 

## Pomembnejša dela

### Okrestralna glasba
- 2 simfoniji (1835 in 1848)
- Koncert za violino in orkester
- koncertne uverture:
  - Geijstilg Ouverture (1827)
  - Hakon Jari (1844)
  - Axel og Valborg (1856)
  - Correggio (1858)
  - Yrsa (1881)
- Tre karakterystikker, za godala

### Komorna glasba
- 2 godalna kvarteta (1848 in 1855)
- Klavirski kvartet (1823)
- 3 sonate za violino in klavir (1826, 1846, 1886)
- Suita za violino in klavir (1864)
- različne skladbe za violino in klavir

### Skladbe za instrumente s tipkami
- 3 sonate za klavir solo (1843, 1851 in 1876/83)
- Sonata za orgle (1855)
- različne skladbe za orgle in pihala, najbolj znana je Pogrebna koračnica (1844)
- krajše klavirske skladbe

### Dramska dela
- 3 opere:
  - Ravnen eller Broderprøven (1832)
  - Korsarerne (1835)
  - Linden Kirsten (1846)
- 3 baleti:
  - Valkyren (1861)
  - Thrymsviden (1868)
  - Arkona (1875)
- Guldhornene (1832)
- Jurabjerget (1833)
- Der Taucher (1837)

### Vokalna glasba
- kantate
- sakralna in posvetna zborovska glasba
- zbirke samospevov